# 山内亮史
山内 亮史（やまうち りょうじ、1941年5月6日 - ）は、日本の社会学者。学校法人旭川大学（現：学校法人旭川志峯学院）の前理事長。旭川大学（現：旭川市立大学）及び旭川大学短期大学部（現：旭川市立大学短期大学部）の元学長。北海道出身。

## 来歴
北海道札幌西高等学校卒業。横路孝弘と同級生であった。北海道学芸大学札幌分校学芸学部卒業。1970年、北海道大学大学院教育学研究科博士課程教育社会学専攻単位修得後退学。1971年4月、旭川大学経済学部専任講師に就任。1975年に同経済学部助教授、1990年に同経済学部教授。1999年、旭川大学大学院研究科教授。2000年、旭川大学副学長。2003年4月、旭川大学学長、旭川大学女子短期大学部学長に就任（～2021年3月）。2004年4月、学校法人旭川大学理事長、旭川大学大学院研究科長に就任。2006年、26年振りの学長選実施。学長に2期目に再選。
森啓が主催した北海道地方自治土曜講座に2006年～2010年にパネル討論に多く参加した。道内各市町村の市民講座で講演を行うほか、公益社団法人北海道地方自治研究所理事、日本私立大学協会北海道支部理事なども務める。
2023年4月に旭川大学及び旭川大学短期大学部が設置者変更により公立化したのを機に、同年3月31日をもって学校法人旭川大学の理事長を退任した。

## 研究
専門は、社会学。特に、教育社会学、地域福祉論、ジェンダー論、社会政策、地方自治などを研究。

## おもな著書

### 単著
- 地域福祉の主体と実践、青山社、1993年

### 共著
- （志賀隆生、大串夏身、林あまり、安原顕との共著）中島みゆきの社会学、青弓社、1988年

### 共編著
- （長尾彰夫との共編）学校五日制と教育課程改革（オピニオン叢書 緊急版）、明治図書出版、1994年